# Pigna di pietra dei ladri
La pigna di pietra dei ladri era un oggetto da gogna diffuso in Friuli nel XIV secolo e presente nelle piazze principali delle città come Udine, Aquileia, Cividale ed altre. Ad essa venivano incatenati i ladri e comunque coloro che si fossero macchiati di un delitto per essere esposti al ludibrio dei cittadini. 
Nella piazza principale si trovava una grossa pietra scolpita a forma di pigna: sulla sua sommità era fissato un anello in ferro battuto a cui venivano incatenati i ladri.